# Boaz Kramer
Boaz Kramer (בועז קרמר; * 12. Januar 1978) ist ein ehemaliger israelischer Rollstuhltennisspieler.

## Karriere
Boaz Kramer startete in der Klasse der Quadriplegiker.
Er nahm an zwei Paralympischen Spielen teil. 2008 in Peking schied er im Einzel bereits in der ersten Runde gegen Nick Taylor aus. Im Doppel erreichte er mit Shraga Weinberg das Finale, das sie gegen David Wagner und Nick Taylor in drei Sätzen verloren. 2012 in London nahm er nur am Einzelwettbewerb teil. Im Viertelfinale unterlag er David Wagner in zwei Sätzen.
In der Weltrangliste erreichte er seine besten Platzierungen im Einzel mit Rang zehn am 7. Mai 2012 und im Doppel mit Rang neun am 10. August 2008.
2016 beendete er seine Karriere.
Neben seiner sportlichen Karriere studierte Boaz Kramer Medizin an der Universität Tel Aviv. Er ist verheiratet und hat zwei Kinder.